# Utut Adianto
Utut Adianto Wahyuwidayat (* 16. března 1965, Jakarta, Indonésie) je indonéský šachový velmistr a politik. Je jedním z nejlepších indonéských šachových hráčů. Jeho Elo dosahuje hodnoty 2556.

## Kariéra
Utut Adianto se naučil hrát šachy ve věku šesti let. Vyhrál Juniorský šachový šampionát Jakarty ve věku 12 let. V roce 1982 vyhrál mistrovství Indonésie. V roce 1986 získal titul velmistra a stal se nejmladším indonéským šachovým hráčem který tento titul získal. Mezi lety 1995 a 1999 si Adianto udržoval hodnotu Elo kolem 2600.
Utut Adianto je předseda Indonéské šachové federace (PERCASI). S indonéskými trenéry zde založil šachovou školu.
V roce 2005 mu FIDE udělila titul Senior Trainer (nejvyšší trenérské ocenění).
Dne 9. května 2009 byl zvolen do Rady lidových zástupců, dolní komory indonéského dvoukomorového parlamentu. Dne 20. března 2018 se stal místopředsedou orgánu.